# Проект «AQUILINE»

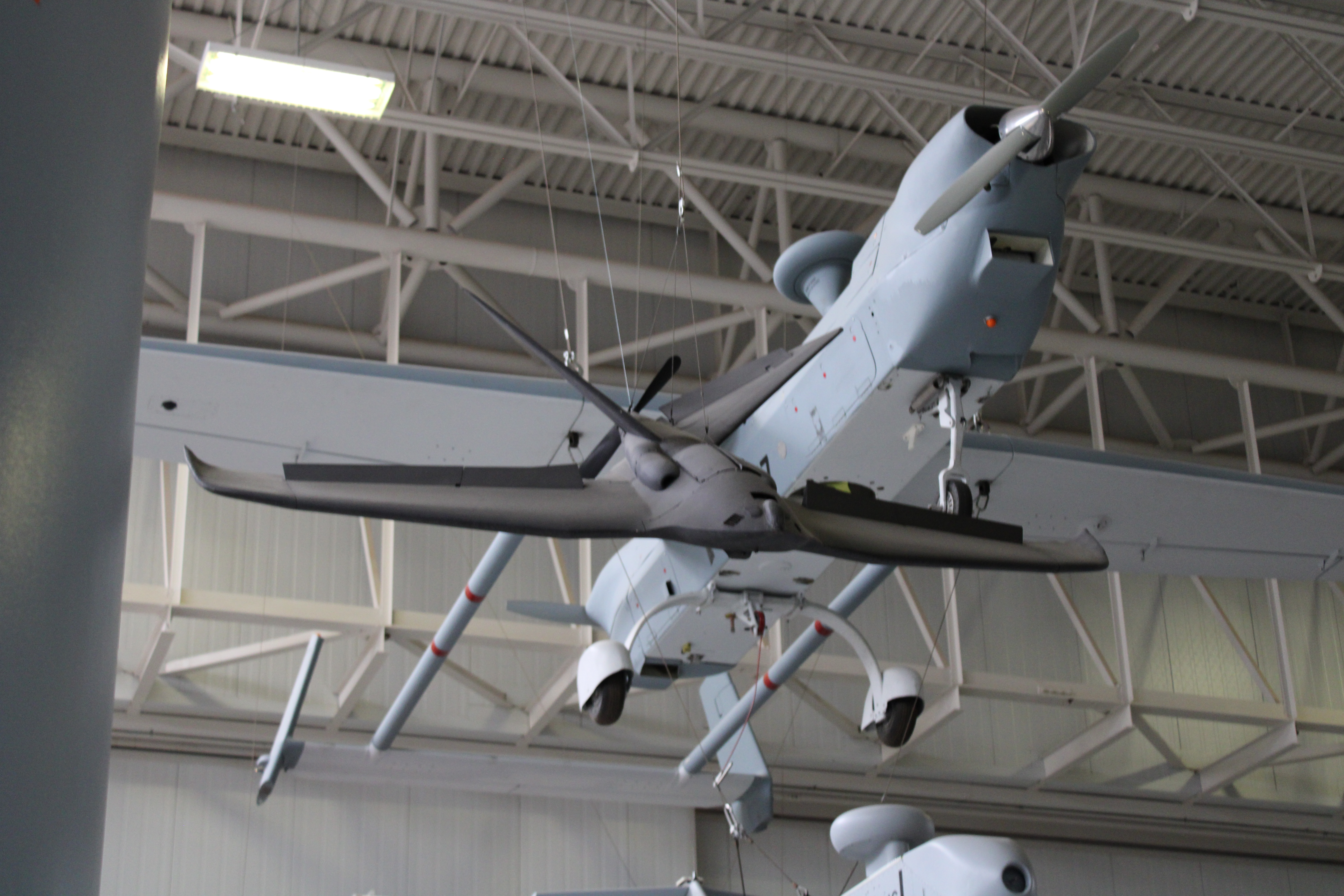
McDonnell Douglas Aquiline (ошибочно идентифицированный как «Mark II Batwing») выставлен в Музее армейской авиации США, Алабама.

Проект «Аквилин» (англ. Project AQUILINE) — секретная программа ЦРУ 1960-х годов по разработке беспилотного воздушного разведывательного аппарата.

## История
В начале 1960-х годов США имели много проблем, связанных с технологиями разведки. Lockheed U-2 был слишком уязвим для советских ракет класса «земля-воздух», а OXCART всё ещё находился в стадии разработки. Новые фотоспутники, защищённые от перехвата, были слишком медленными, и не могли обеспечивать оперативный "захват" конкретной цели. Поскольку некоторые важные точки, например советская радиолокационная установка в Таллинне, Эстония, находились не слишком глубоко во враждебной территории, и с учётом недавних достижений в области миниатюризации электроники, ЦРУ стало рассматривать возможность использования небольших беспилотных летательных аппаратов для осуществления шпионажа.
Устройство должно было иметь очень низкую радиолокационную диаграмму направленности и небольшие визуальные и акустические сигнатуры, что позволило бы ему собирать данные на относительно невысоком уровне полёта, оставаясь незамеченным.
В середине 1965 года Отдел прикладной физики Управления исследований и разработок ЦРУ начал работу над специальным оборудованием. Предполагалось, что машина будет размером с большую птицу и будет переносить различные полезные системы, включая фотооборудование, ядерные датчики и регистраторы ELINT. Вскоре сформированная группа "специальных проектов" разослала запрос предложений различным предприятиям. Douglas Aircraft была единственной ответившей компанией и 15 ноября 1965 года получила контракт на производство.
Первым прототипом "Аквилина" был моторный планер с размахом крыла 8,5 футов (2,6 м), приводимый в движение хвостовым двигателем 3,5 лошадиной силы (2,6 кВт). Он весил 105 фунтов (48 кг) и, возможно, был сделан в виде большой хищной птицы (От чего и происходит название проекта).
Во время испытаний аппарата в 1968 году на военно-морской авиабазе Чайна-Лейк оказалось, что его трудно увидеть с самолёта-наблюдателя. Проблема была решена лишь частично, путём окрашивания верхней части устройства в ярко-оранжевый цвет.
Испытуемый самолёт при посадке часто ловили сетью, отчего у него сильно повреждались винты, крылья и другие элементы. Три из пяти прототипов были уничтожены в процессе тестирования. Тем не менее, проект был признан готовым к прохождению эксплуатационных испытаний в Управлении специальной деятельности, где он успешно продемонстрировал дальность полёта, составляющую 130 миль (210 км), и фотографии с высоким разрешением, соответствующие спецификациям 1967 года. Однако преобразование самолёта в эффективную систему дальней разведки, по различным оценкам, обошлось бы ещё в 35 млн долларов США, и заняло бы от двух до трёх лет. По рекомендации заместителя Директора по науке и технологиям ЦРУ Карла Дакетта проект был отменён 1 ноября 1971 года.

## Уровень секретности
Большая часть того, что известно об AQUILINE, взята из рассекреченных в 2013 году документов ЦРУ о программах воздушной разведки: U-2 и OXCART, 1954–1974. Однако британский историк Крис Покок написал о данном проекте ещё в 2011 году на основе двух отчётов из открытых источников и взятых им интервью.
Покок сообщал, что самолёт, испытанный на озере Грум, был разработан для полётов на высоте 500–1000 футов (150–300 м) и расстоянии 3000 миль (4800 км). Он также объяснил, что для навигации видеокамера в носовой части передавала изображения с земли обратно на станцию управления, где оператор сравнивал их со спутниковыми изображениями.
ЦРУ позже рассекретило дополнительную серию документов о проекте.